# Пасинківська сільська рада
| Пасинківська сільська рада — орган місцевого самоврядування у Шаргородському районі Вінницької області з адміністративним центром у с. Пасинки. Сільській раді підпорядковані населені пункти: - с. Пасинки |

## Склад ради
Рада складається з 16 депутатів та голови.

## Керівний склад сільської ради
| ПІБ                            | Основні відомості                                                 | Дата обрання | Дата звільнення |
| ------------------------------ | ----------------------------------------------------------------- | ------------ | --------------- |
| Баран Петро Іванович           | Сільський голова, 1954 року народження, освіта, безпартійний      | 26.03.2006   | 31.10.2010      |
| Бромірський Сергій Миколайович | Сільський голова, 1965 року народження, освіта вища, безпартійний | 31.10.2010   |                 |

Примітка: таблиця складена за даними джерела